# Riachuelo el Jardín (Béjar)
El riachuelo el Jardín o  Arroyo de Carrabías es un regato que nace muy cerca de la Garganta del Oso, un paraje de la Sierra de Béjar (Salamanca), aunos 1.345 m de altitud. Desemboca a unos 898 m de altitud en la ciudad de Béjar, y en el río Cuerpo de Hombre. En total tiene unos 8.4 km desde su nacimiento hasta su desembocadura, y con ello un desnivel total de algo más de 450 m, ya que 2/3 partes del río baja una empinada montaña. Es uno de los arroyos más grandes e importantes de la comarca Bejarana, además de uno de los más caudalosos de esta, ya que solo hay 2 ríos, el Río Cuerpo de Hombre y el Río Riofrío y 5 regatos un poco más importantes, dónde está incluido este. Los demás son muy pequeños, apenas hilos de agua que salen de la tierra en forma de manantial.
- La situación de este riachuelo se encuentra en el sureste de la provincia de Salamanca, y nace en la sierra de Béjar, en el término municipal de Candelario, por dónde no llega a pasar. Es una zona montañosa, dónde en invierno llueve mucho y en verano escasea el agua. Tiene 8.45 km de longitud exactamente, y llega a tener hasta 450 m de desnivel, producido por la fuerte bajada del agua en su recorrido por la montaña.
- Los lugares que atraviesa son, en su curso alto atraviesa una zona de escobas y arbustos. Más adelante atraviesa un bosque de robles y un bosque de pinos, el cual de grandes dimensiones. Atraviesa un pequeño pueblo, Palomares de Béjar y también pasa al lado del palacio de campo de los duques de Béjar, a unos 1.009 m de altitud. Pasa más abajo por un jardín vecinal, dónde se junta con el afluente más importante,y, desde ahí va encañado por un tuvo por debajo de la ciudad de Béjar, hasta llegar al río Cuerpo de Hombre, dónde desemboca.
- Sus afluentes son varios, y uno de ellos es el regato del Bosque, el más importante y que desemboca en él en un jardín vecinal. Otro es un regato de nace en los pinos y otro de ellos que nace en Candelario, que son el regato de Navaquino y Candelino respectivamente. Otros son subterráneos que desembocan en él por debajo de tierra, en la ciudad de Béjar. El más importante es el regato del Bosque, que nace en la colina de Palomares, a 1.105 m de altitud, y que tiene una longitud de aproximadamente 2.98 km de longitud, y con un desnivel de 169.8 m.
- En los últimos años ha habido varias obras en su cauce. En el año 2010, en un jardín vecinal, cambiaron su cauce a otro lado, ya que pasaba justamente por debajo de un edificio que se estaba agrietando, y eso afectava a su estructura y con ello la posibilidad de derrumbe. Otra obra ha sido en el año 2011, que se debe a que están limpiando su cauce desde su nacimiento hasta un bosque cercano a él, haciendo una limpieza de 3/4 partes de su cauce.
- Su caudal es de régimen regular, muy poco común en esta provincia. En invierno se llega a desbordar, como en el año 1995, el cual llegó a inundar más de 85 hectáreas de terreno, entre prados, bosques y arbustos. En verano nunca se llega a secar pero viene muy poca agua, tan solo 1.12 litros de agua por minuto. En el año 1997 se llegó a secar por completo durante 3 meses, cosa que no ocurría desde hacía 33 años. También en el año 2011, a últimos de octubre, estuvo también a punto de secarse. Gracias a una tormenta que cayó lo salvó de una sequía inminente. En invierno su caudal normal es de 45 litros de agua por minuto, aunque en sus habituales crecidas puede alcanzar los 100 litros de agua en un solo minuto.
- Este riachuelo tiene varios usos, uno de ellos es en verano, dónde se utiliza para el riego y el ganado. También se utiliza para llenar 2 estanques y un pilar, que está en un jardín vecinal. De esos 2 estanques, 1 es para uso turístico, ya que está en un paraje de bellísimo encanto. También mantiene húmedo en verano al bosque de pinos "monte mario", con más de 1.150.000 pinos y más de 150.000 árboles entre hayas, robles y castaños.
- Su cuenca es de aproximadamente 25.8 km cuadrados y que llega a recoger anualmente hasta 6.990 m cúbicos de agua que serían unos 984.000 litros de agua, menos en el 2006, que se llegaron a recoger hasta 8.173 metros cúbicos. En esta cuenca hay 10 regatos muy pequeños, 4 regatos más grandes y este, que en total hacen 15 núcleos de agua.